# Rapporto Gerstein

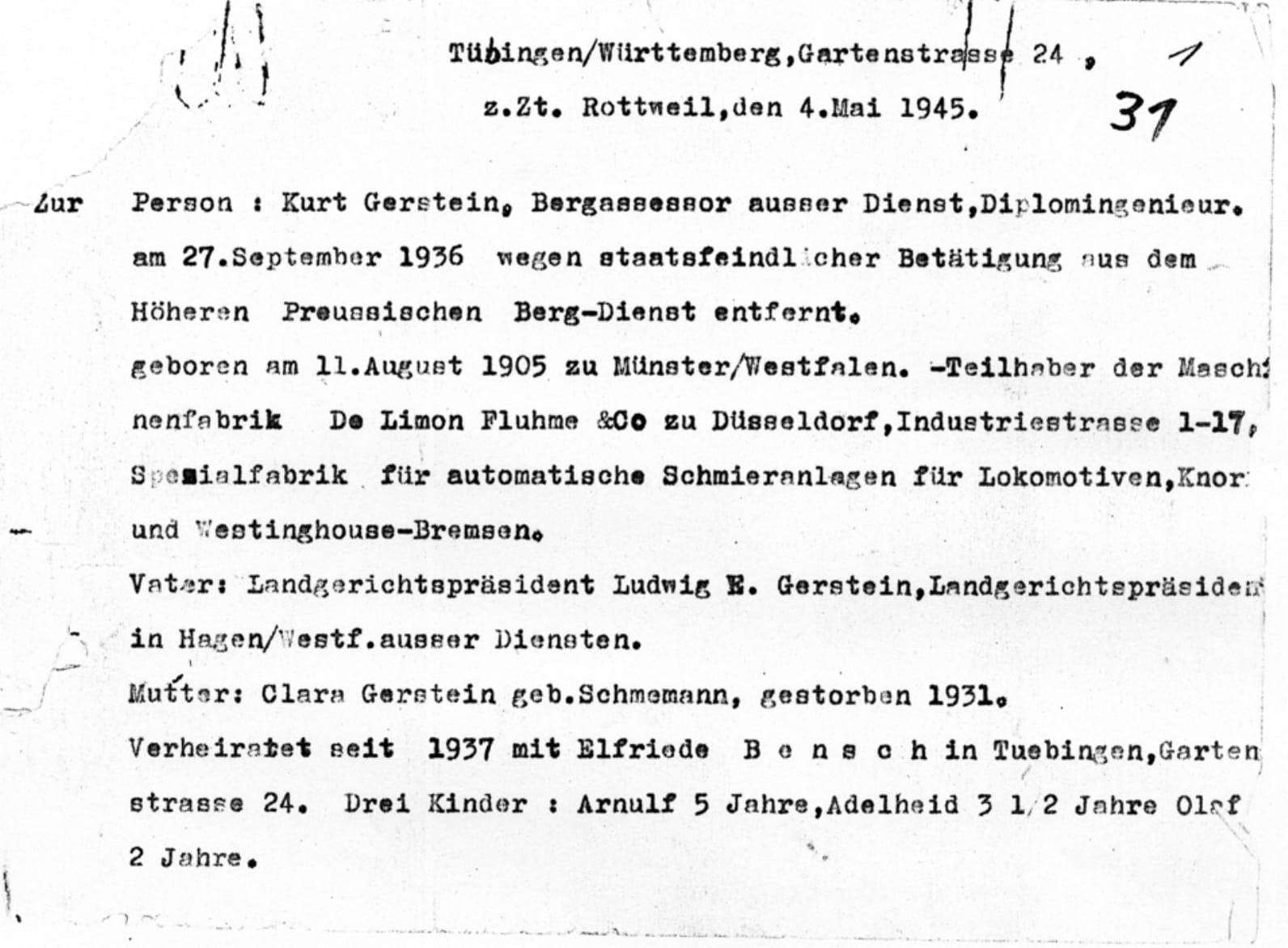
La prima pagina della versione in tedesco del rapporto Gerstein.

Il rapporto Gerstein è una testimonianza scritta da Kurt Gerstein, ufficiale delle Waffen-SS e membro dell'Istituto d'Igiene delle SS, nel 1945 dopo la sua cattura da parte delle forze francesi.
Il rapporto fu redatto in due lingue, prima in francese e poi in tedesco. Costituisce una memoria di un testimone oculare delle metodologie di sterminio attuate dai nazisti nei campi di concentramento costruiti nella Polonia occupata. Venne utilizzato come prova durante i processi a carico dei gerarchi tedeschi.

## Redazione e contenuto
Gerstein produsse una prima versione in francese il 26 aprile 1945 e una seconda versione in tedesco il successivo 4 maggio.
Il rapporto si apre con una succinta biografia in cui descrive da un lato il suo percorso di adesione alle SS per opportunità e dall'altro l'avvicinamento alla resistenza olandese quando venne distaccato nei Paesi Bassi occupati dalla Germania poco dopo l'avvio del conflitto. In seno all'organizzazione delle SS si occupò inizialmente di creare soluzioni per la pulizia e la disinfestazione del materiale e dei campi delle truppe al fronte: compito che assolse brillantemente guadagnandosi ripetute promozioni.
Il racconto si sofferma quindi su un viaggio che intraprese nel giugno del 1942 quando gli fu affidato l'incarico di trasportare un quintale di acido cianidrico per uno scopo dichiarato top-secret, che si rilevò essere l'uso come gas asfissiante nei campi di sterminio. La testimonianza include sia i colloqui con alcuni gerarchi nazisti, sia la vivida descrizione del meccanismo di sterminio e predazione attuato nel campo di Bełżec: la spogliazione dei beni dei prigionieri tradotti con treni merci nel campo, il misto di violenza e false promesse con cui erano poi indotti a dirigersi verso le camere a gas (che al momento della sua visita erano alimentate con i gas combusti dei motori diesel di carri armati russi preda di guerra), la violazione dei corpi defunti per strappare capsule d'oro o recuperare gioielli che le vittime avessero nascosto negli orefizi del corpo, la sepoltura in enormi fosse comuni.
Oltre al campo di Bełżec, Gerstein visitò quello di Treblinka di cui non fornisce un specifico resoconto limitandosi a dire che era organizzato come il precedente ma su una scala maggiore.
Il rapporto descrive quindi i tentativi attuati da Gerstein per far giungere agli Alleati notizie e informazioni su ciò a cui aveva assistito. Già durante il viaggio di ritorno da Varsavia ebbe modo di parlarne con il segretario delle delegazione svedese (paese neutrale nel conflitto) casualmente incontrato in treno. Più tardi tentò di parlare con il nunzio apostolico a Berlino e non riuscendovi si rivolse a persone vicine al vescovo di Berlino. Asserisce che complessivamente riuscì a riferire i fatti ad oltre un centinaio di persone.
Il rapporto si chiude con la dichiarazione di aver voluto eseguire direttamente gli ordini successivi di acido cianidrico per avere la possibilità di influire sull'approvvigionamento dei campi sia destinando l'acido quando possibile ad altri usi sia rallentando il processo di acquisto.

## Dopo la redazione
Il rapporto fu usato postumo (Gerstein morì in circostanze mai chiarite a luglio del 1945) durante il processo di Norimberga, quindi dalla corte israeliana nel processo a Adolf Eichmann, e alcuni decenni dopo nel 2000, a difesa della Penguin Books citata in causa dal negazionista David Irving.
La prima divulgazione al pubblico fu fatta nel 1953.
I negazionisti utilizzano le discrepanze su alcuni dettagli delle due versioni e l'aver dichiarato che la pila di calzature sottratte ai deportati raggiungesse i 25 metri come base per negare la veridicità dell'intero racconto.